# هوش انسان
هوش انسان یا هوشمندی انسان (به انگلیسی: Human intelligence)، ظرفیت و توان ذهنی انسان است؛ که توسط ادراک، آگاهی، خویشتن‌آگاهی، و اراده مشخص می‌شود. از طریق هوشمندی خود، انسان دارای توانایی‌های شناختی برای یادگیری، یادگیری مفاهیم، درک، به‌کارگیری منطق و خِرَد، از جمله ظرفیت برای بازشناخت الگوها و سرمشق‌گیری، درک افکار، برنامه‌ریزی، مشکل‌گشایی، تصمیم‌گیری، حفظ اطلاعات و استفاده از زبان برای برقراری ارتباط است. اطلاعات، به انسان توانایی تجربه و فکر می‌دهد.
رابرت استرنبرگ در تعریف هوشمندی انسان می‌گوید: هوشمندی به‌کارگیری «مهارت‌های خود و هر آنچه در آن است در دستیابی به آنچه که شما برای رسیدن به زندگی خود در زمینهٔ فرهنگی اجتماعی با تکیه بر توانایی‌های خود می‌خواهید، و توجه به جبران یا بهبود نقاط ضعف خویشتن» است.

## فرگشت هوش انسان
اجداد انسان مدرن، مغز بزرگ و پیچیدهٔ انسان هوشمند را که به گونه‌ای روزافزون بر توانایی‌های هوشمندی خود می‌افزاید، از طریق یک فرایند طولانی فرگشت ادامه و گسترش دادند. آنان پیش‌آهنگان انسان خردمند امروزی بوده‌اند. در این باره توضیح و روشن‌سازی‌های مختلفی ارائه شده‌است.

## HUMINT چیست؟
HUMINT یک کلمه انگلیسی است که اختصاری از Human Intelligence است. این واژه در حوزه جاسوسی و اطلاعات مورد استفاده قرار می‌گیرد و به اطلاعاتی اشاره دارد که از طریق تماس و روابط انسانی به دست می‌آید.
منابع HUMINT می‌توانند از افراد معمولی گرفته تا جاسوسان حرفه‌ای باشند که در یک سازمان خاص کار می‌کنند. این اطلاعات می‌تواند از مصاحبه‌ها، ملاقات‌ها، مذاکرات یا هر نوع ارتباط انسانی به دست آید. این نوع از جمع‌آوری اطلاعات می‌تواند در هر دو حوزه نظامی و غیرنظامی کاربرد داشته باشد.
اطلاعات HUMINT معمولاً از طریق مصاحبه‌ها، ملاقات‌ها، مشاهدات، و در برخی موارد از طریق جاسوسی به دست می‌آید. این اطلاعات می‌تواند شامل نکاتی دربارۀ توانایی‌ها، ساختارها، سیاست‌ها، نیات و مسائل دیگر مربوط به یک فرد، گروه یا سازمان باشد.
در مقابل انواع دیگری از اطلاعات مانند SIGINT (اطلاعات الکترونیکی) و IMINT (اطلاعات تصویری)، HUMINT از یک فرایند بسیار انسانی پیروی می‌کند و بر پایه توانایی فرد در برقراری ارتباطات انسانی، تحلیل رفتار و فهم پیچیدگی‌های انسانی استوار است.
جاسوسان، افسران HUMINT، و دیگرانی که به جمع‌آوری اطلاعات از طریق ارتباطات انسانی می‌پردازند، معمولاً در کارهایی مانند روان‌شناسی، تفسیر انسانی، و تحلیل رفتار آموزش می‌بینند. آنها همچنین می‌توانند از تکنیک‌هایی مانند تقلید و تغییر هویت برای جمع‌آوری اطلاعات استفاده کنند.
HUMINT همچنین می‌تواند به دست آوردن اطلاعات از افراد معمولی نیز شامل شود، مانند دریافت اطلاعات از شاهدان چشمی یا از طریق مصاحبه با افرادی که در یک واقعه یا حادثه مشارکت داشته‌اند. این می‌تواند شامل استفاده از اطلاعاتی باشد که به‌طور عمومی در دسترس است، مانند اخبار، مقالات، گزارش‌ها، و دیگر منابع مشابه.
با این حال، HUMINT همیشه چالش‌های خاص خود را دارد. برخی از این چالش‌ها می‌توانند شامل خطرهای امنیتی، خطر جاسوسی مزدوج، و دقت و اعتماد به اطلاعات باشد. علاوه بر این، ممکن است چالش‌های اخلاقی و قانونی نیز وجود داشته باشد، مانند مسائل مربوط به حریم شخصی و حقوق بشر.[1]